# (100753) 1998 FN1
(100753) 1998 FN1 es un asteroide perteneciente al cinturón de asteroides descubierto el 19 de marzo de 1998 por Ángel López Jiménez y el también astrónomo Rafael Pacheco desde el Observatorio Astronómico de Mallorca, Costich (Mallorca), España.

## Designación y nombre
Designado provisionalmente como 1998 FN1.

## Características orbitales
1998 FN1 está situado a una distancia media del Sol de 2,661 ua, pudiendo alejarse hasta 3,136 ua y acercarse hasta 2,185 ua. Su excentricidad es 0,178 y la inclinación orbital 5,332 grados. Emplea 1585,52 días en completar una órbita alrededor del Sol.

## Características físicas
La magnitud absoluta de 1998 FN1 es 15. Tiene 2,858 km de diámetro y su albedo se estima en 0,26. 